# 1994 XM1
1994 XM1, a veces escrito también 1994 XM1, es un meteoroide que a las 18:54 UTC del 9 de diciembre de 1994 transitó a una distancia de casi 100 000 km de la superficie terrestre, equivalentes a 16,9 radios terrestres medidos desde el centro del planeta.
A la fecha del descubrimiento por parte de James Scotti, se convierte en el objeto con el paso más brillante visto desde la superficie entre aquellos registrados por el MPC, superando al 1993 KA2 que pasó el 20 de mayo de 1993. El 27 de septiembre de 2003, el récord le fue arrebatado por el 2003 SQ222 que pasó aproximadamente 25.000 kilómetros más cerca de la Tierra.
En comparación, los satélites geoestacionarios orbitan a 5,6 radios terrestres y los satélites GPS a 3,17 radios terrestres, medidos desde el centro del planeta, y la distancia Tierra-Luna es de más de 50 radios terrestres.
Se ha estimado que el 1994 XM1 tenía unos 15 metros de diámetro. Esto significa que no habría sido enteramente quemado a causa de la fricción atmosférica antes de un eventual impacto al suelo. Los objetos con menos de 50 metros de diámetro son generalmente clasificados como meteoroides en vez de asteroides.